# Фреїв Богдан Миколайович
Богдан Миколайович Фреїв (нар. 25 травня 1955, Нижній Струтинь, Рожнятівський район, Івано-Франківська область) — український художник, скульптор. Член Національної Спілки Художників України.

## Життєпис
У 1975 році закінчив Львівське училище декоративно-прикладного мистецтва ім. Труша, у 1996 році — Львівську академію друкарства, графічний відділ. Працював та навчався у майстерні професора Еммануїла Миська. З 1976 року працював викладачем скульптури у Долинській дитячій художній школі.

## Творчість
Один із засновників мистецького агентства «Vitи», працює у галузі скульптури та графіки. У співавторстві створив пам'ятники Т. Г. Шевченку (с. Сокольники, Львівська область), Євгену-Йосипу Гарабачу (с. Уличне, 1996), Ярославу Мельнику-«Роберту» (с. Липа, 2007). Працював над розробкою та спорудженням пам'ятників Миколі Корпану, борцям за волю України із с. Тяпче, Дмитрові Квецку. Автор пам'ятної стели митрополиту Івану-Любомиру Любачівському у Долині, меморіальної дошки хірургові Саві Охрончуку.